# Péter Esterházy

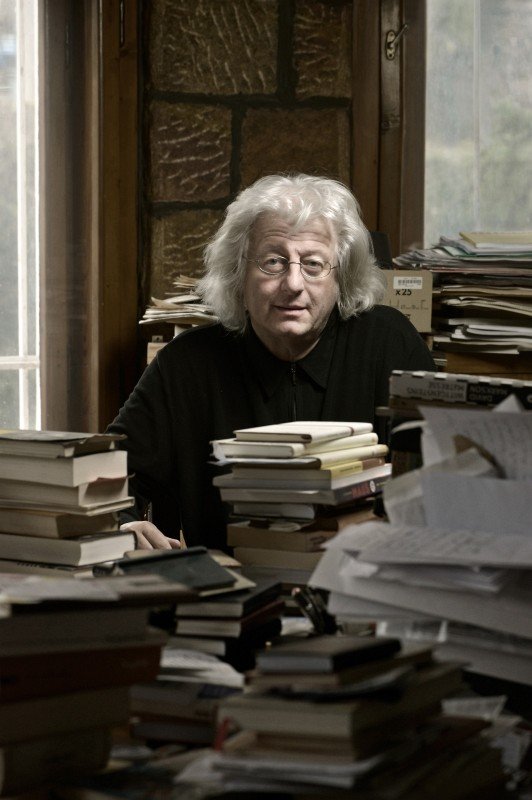
Péter Esterházy (2014)

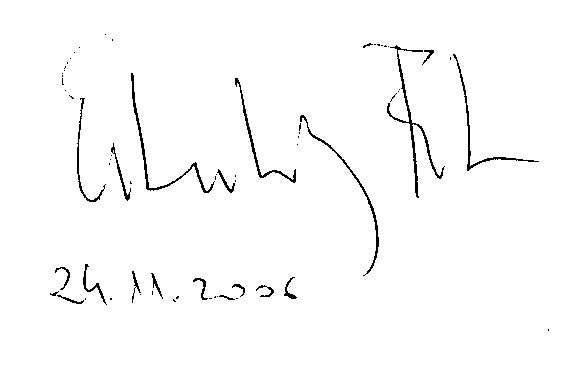
Signatur (2006)

Graf Péter Esterházy de Galántha [ˈpeːtɛr ˈɛstɛrhaːzi] (* 14. April 1950 in Budapest; † 14. Juli 2016 ebenda) war ein ungarischer Schriftsteller und Essayist.

## Leben
Péter Esterházy stammte aus einem gräflichen Zweig der Familie Esterházy, einem Geschlecht ungarischer Magnaten, das unter dem kommunistischen Regime enteignet und unterdrückt wurde. Nach dem Abschluss des Studiums der Mathematik an der Universität Budapest im Jahr 1974 arbeitete er bis 1978 als EDV-Spezialist und begann dann zu publizieren. Nach einer Reihe von Erzählungen und Romanen schuf er in seinem Hauptwerk Harmonia Caelestis ein vielgestaltiges ungarisches und europäisches Panorama anhand der Geschichte seiner Familie. Nach Erscheinen des Werkes musste er feststellen, dass sein Vater mit dem kommunistischen ungarischen Geheimdienst zusammengearbeitet hatte. Mit dieser Enthüllung, die den Beschreibungen in Harmonia Caelestis nicht hatte zugrunde liegen können, befasst sich das Nachfolgewerk Verbesserte Ausgabe.
Anfang 2010 erhob Sigfrid Gauch gegen Esterházy den Vorwurf, er habe ein ganzes Kapitel aus seinem Buch Vaterspuren in dem Roman Harmonia Caelestis übernommen. Auch aus anderen Werken habe sich Esterházy bedient und dies lediglich in einem extra publizierten Marginalienband ausgewiesen. Es handelt sich dabei um die sogenannte Collagetechnik, bei der aus Teilen von Werken anderer Autoren etwas Neues geschaffen wird und die laut Urteil des Bundesverfassungsgerichtes zur Nutzung von Texten in „Collageform“ in Deutschland zulässig ist.

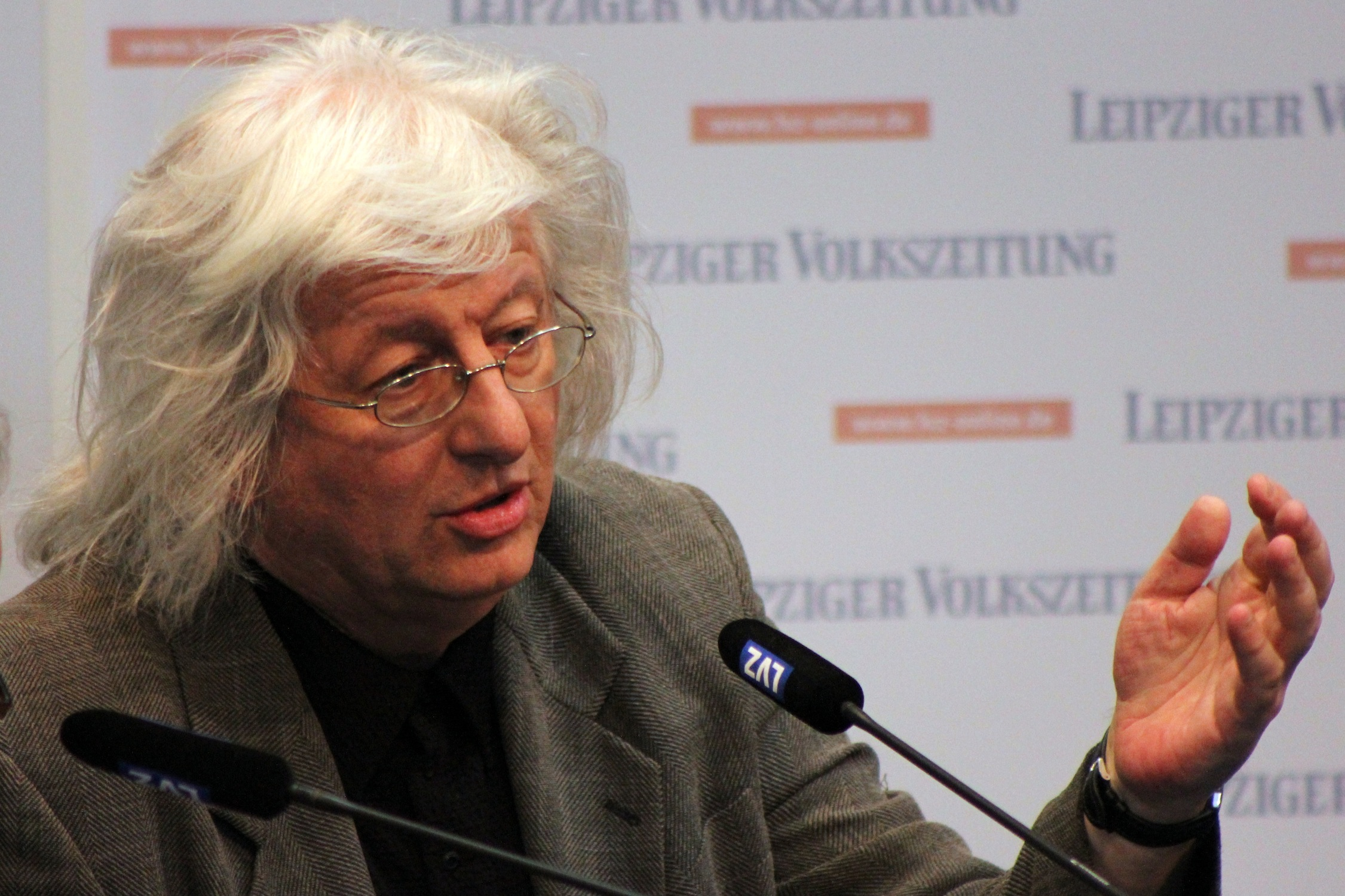
Péter Esterházy (Leipziger Buchmesse 2013)

Zahlreiche Werke von Esterházy sind von den Schriftstellerinnen und Übersetzerinnen Zsuzsanna Gahse und Terézia Mora ins Deutsche übersetzt worden – teilweise unter gezieltem Einsatz von Austriazismen, so dass auch von einer Übersetzung ins Österreichische gesprochen werden könnte.
Der Schriftsteller und Übersetzer Hans-Henning Paetzke hat folgende Titel übersetzt: Agnes, Literarisches Colloquium, Wer haftet für die Sicherheit der Lady?, Die Hilfsverben des Herzens, Einführung in die schöne Literatur (gemeinsam mit einem Übersetzerkollektiv).
Esterházy war 1980 Stipendiat des DAAD, 1996/1997 Fellow am Wissenschaftskolleg Berlin und Mitglied der Deutschen Akademie für Sprache und Dichtung sowie seit 1998 der Akademie der Künste (Berlin), Sektion Literatur.
Esterházy hielt im Wintersemester 2006/2007 in Tübingen die Tübinger Poetik-Dozentur zusammen mit Terézia Mora. Im Wintersemester 2011/2012 war er Literator, Dozent für Weltliteratur, am Internationalen Kolleg Morphomata an der Universität zu Köln.
Esterházy schrieb 2004 im Nachwort zu einer deutschen Neuausgabe von Dezső Kosztolányis Estigeschichten: Kornél Esti - c'est moi, 2010 veröffentlichte er mit Esti seine eigenen Betrachtungen.
Er war seit 1973 mit Margit Reén verheiratet und hatte zwei Söhne und zwei Töchter. Sein sechs Jahre jüngerer Bruder Márton Esterházy spielte bei der Fußball-WM 1986 in der ungarischen Nationalmannschaft.
Im September 2015 gab er bekannt, dass er an Bauchspeicheldrüsenkrebs erkrankt sei. Er starb am 14. Juli 2016.

## Auszeichnungen (Auswahl)
- 1996: Kossuth-Preis
- 1998: Komtur des Ordre des Arts et des Lettres[1]
- 1999: Österreichischer Staatspreis für europäische Literatur
- 2001: Ungarischer Literaturpreis
- 2001: Sándor-Márai-Preis
- 2004: Friedenspreis des Deutschen Buchhandels[6]
- 2007: Komtur des Verdienstordens der Republik Ungarn
- 2009: Deutscher Fußball-Kulturpreis, Kategorie „Fußballbuch des Jahres“
- 2009: Manès-Sperber-Preis
- 2013: Jeanette Schocken Preis[7]

## Werke

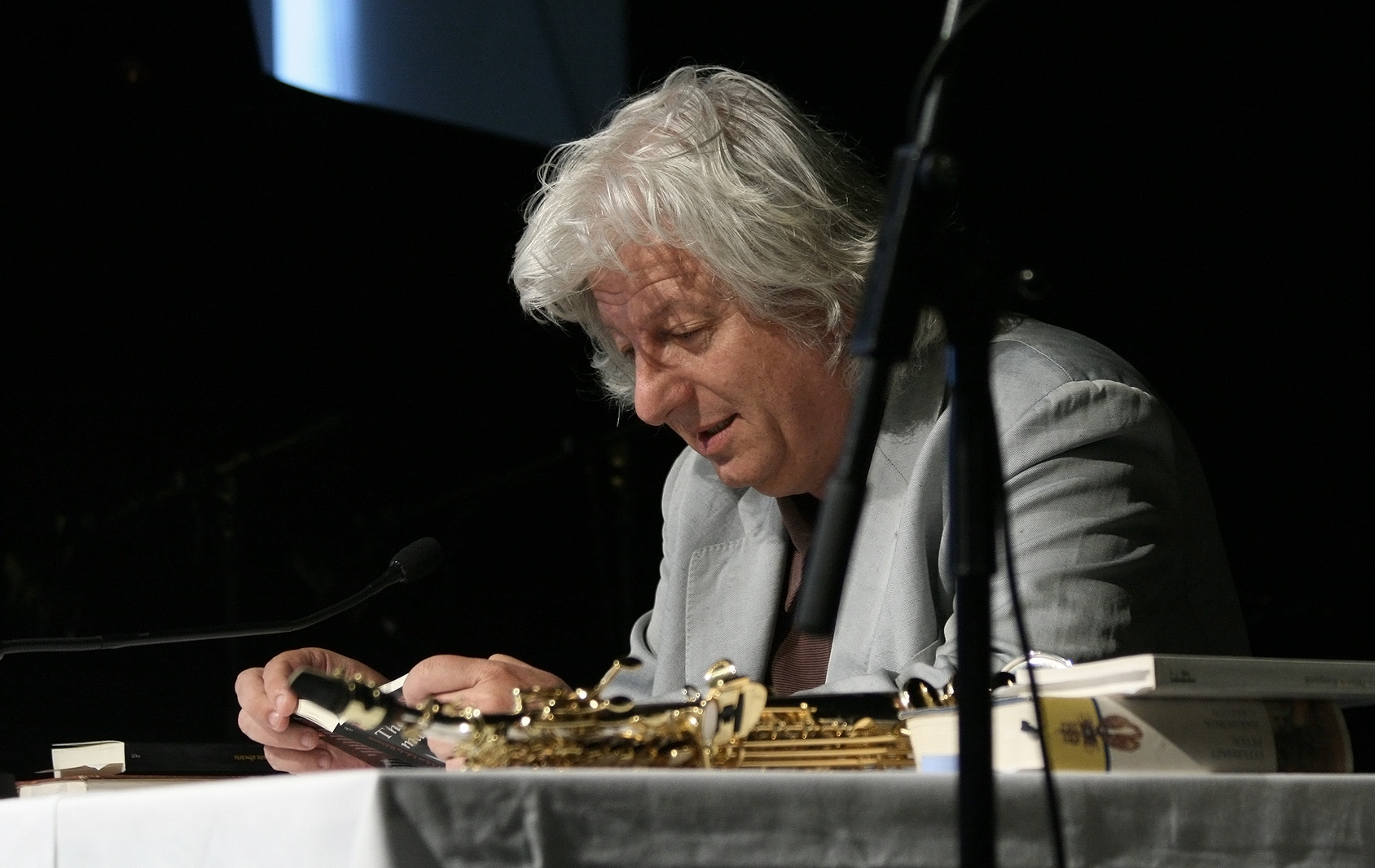
Péter Esterházy (O-Töne, Wien 2011)

- Fancsikó und Pinta. Geschichten auf ein Stück Schnur gefädelt. Dt. v. Zsuzsanna Gahse. Berlin Verlag, Berlin 2002. (u.: Fancsikó és Pinta: írások egy darab madzagra fűzve, 1976)
- Ein Produktionsroman (Zwei Produktionsromane). Dt. v. Terézia Mora. Berlin Verlag, Berlin 2010, ISBN 3-8270-0407-1. (u.: Termelési regény, 1979)
- Agnes. Dt. v. Hans-Henning Paetzke. Literarisches Colloquium Berlin, 1982. (u.: Ágnes)
- Wer haftet für die Sicherheit der Lady? Dt. v. Hans-Henning Paetzke. Residenz, Salzburg 1986. (u.: Ki szavatol a lady biztonságáért? 1982)
- Fuhrleute. Dt. v. Zsuzsanna Gahse. Residenz, Salzburg 1988. (u.: Fuharosok, 1983)
- Kleine ungarische Pornographie. Dt. v. Zsuzsanna Gahse. Residenz, Salzburg 1987. (u.: Kis magyar pornográfia, 1984)
- Die Hilfsverben des Herzens. Dt. v. Hans-Henning Paetzke. Residenz, Salzburg 1985. (u.: A szív segédigéi, 1985)
- Einführung in die schöne Literatur. Dt. v. Bernd-Rainer Barth. Berlin Verlag, Berlin 2006. (u.: Bevezetés a szépirodalomba, 1986), ISBN 3-8270-0539-6.
- Das Buch Hrabals. Dt. v. Zsuzsanna Gahse, Residenz, Salzburg 1991. (u.: Hrabal könyve, 1990)
- Donau abwärts. Dt. v. Hans Skirecki. Residenz, Salzburg 1992. (u.: Hahn-Hahn grófnő pillantása, 1992)
- Eine Geschichte – zwei Geschichten: Leben und Literatur – für Imre Kertész. Dt. v. Kristin Schwamm u. Hans Skirecki. Residenz, Salzburg 1994. (u.: Egy történet: Élet és irodalom, 1993)
- Eine Frau. Dt. v. Zsuzsanna Gahse. Residenz, Salzburg 1996. (u.: Egy nő, 1995)
- Was für ein Péter. Gespräch an der Jahrtausendwende. In: Sprache im technischen Zeitalter, Nr. 36, 147, 1998, S. 365–374.
- Thomas Mann mampft Kebab am Fuße des Holstentors. Geschichten und Aufsätze. Dt. v. Zsuzsanna Gahse. Residenz Verlag, Salzburg 1999. (u.: Válogatás A kitömött hattyú, Egy kékharisnya följegyzéseiből, Egy kék haris, és A halacska csodálatos élete c. művekből)
- Harmonia Caelestis. Dt. v. Terézia Mora. Berlin Verlag, Berlin 2001. (u.: Harmonia caelestis, 2000)
- Verbesserte Ausgabe. Dt. v. Hans Skirecki. Berlin Verlag, Berlin 2003. (u.: Javított kiadás – melléklet a Harmonia caelestishez, 2002)
- Deutschlandreise im Strafraum. Dt. v. György Buda. Berlin Verlag, Berlin 2006 (u.: Utazás a tizenhatos mélyére, 2006)
- Rubens und die nicht-euklidischen Weiber. Vier Theatertexte. Dt. v. György Buda u. Zsuzsanna Gahse. BVT Berliner Taschenbuch Verlag, Berlin 2006. (u.: Rubens és a nemeuklideszi asszonyok, 2006)
- Über die Sprache des 21. Jahrhunderts. Tübinger Poetik-Dozentur 2006. Swiridoff Verlag, Künzelsau 2007
- Keine Kunst. Erzählung. Dt. v. Terézia Mora. Berlin Verlag, Berlin 2009, ISBN 978-3-8270-0815-2.
- Ein Produktionsroman (Zwei Produktionsromane). Dt. v. Terézia Mora. Berlin Verlag, Berlin 2011, ISBN 978-3-8270-0407-9.
- Über die Stühle, das Sitzen und das Zwischen. Das G.-Tagebuch. Übersetzt von György Buda. Münchner Reden zur Poesie. Herausgegeben von Maria Gazzetti und Frieder von Ammon. Lyrik Kabinett, München 2012, ISBN 978-3-938776-34-6.
- Esti. Roman. Dt. v. Heike Flemming. Hanser Berlin, München 2013, ISBN 978-3-446-24145-9.
- Die Mantel-und-Degen-Version. Roman. Dt. v. Heike Flemming. Hanser Berlin Verlag, München 2015, ISBN 978-3-446-24778-9.
- Die Markus-Version. Dt. v. Heike Flemming. Hanser Berlin, München 2016, ISBN 978-3-446-25073-4.
- Bauchspeicheldrüsentagebuch. Dt. v. György Buda. Hanser Berlin, Berlin 2017.

## Film
- Reihe: Europa und seine Schriftsteller: Ungarn erzählt von ... Péter Nádas und Péter Esterházy. Folge 5 der Reihe. Dokumentation. Frankreich 2013, 53 Min. Erstausstrahlung am 4. Dezember 2013 auf Arte[8]